# Mandarin (embedsmand)
 For alternative betydninger, se Mandarin. (Se også artikler, som begynder med Mandarin)
En mandarin (kinesisk: 官 guān) var en lærd embedsmand i regeringen i imperiet Kina og Vietnam.
Betegnelsen blev generelt brugt om embedsmænd, der fik stillingen gennem det imperisk eksaminationssystem; til tider inkluderede det og andre gange ekskluderede det enukkerne, der var involveret i styringen af de to riger.
| Historie | Spire Denne historieartikel er en spire som bør udbygges. Du er velkommen til at hjælpe Wikipedia ved at udvide den. |